# Гельхе
Гельхе (Helche, Herche) — дружина короля Етцеля (до Крімгільд) у «Пісні про Нібелунгів». Вона була забрана з дому свого батька Озантікса Рюдіґером з Бегеларну й приведена ним до Етцеля, від якого в неї народились дві дитини - Ерн та Ортвін, які пізніше загинули у беротьбі з Германаріхом.